# Pałac w Starogardzie
Pałac w Starogardzie – pałac w osadzie Starogard, w powiecie łobeskim, w województwie zachodniopomorskim.
Zabytkowy obiekt z pierwszej połowy XVIII w. przebudowany w czwartej ćwierci XIX w. i w latach 30 XX w. jest częścią  zespołu pałacowego z pierwszej połowy XVIII w. w skład którego wchodzi jeszcze park. Od frontu fronton z herbem rodziny von Borck i datą MDCCCXL (1840) i napisem Stargardt.

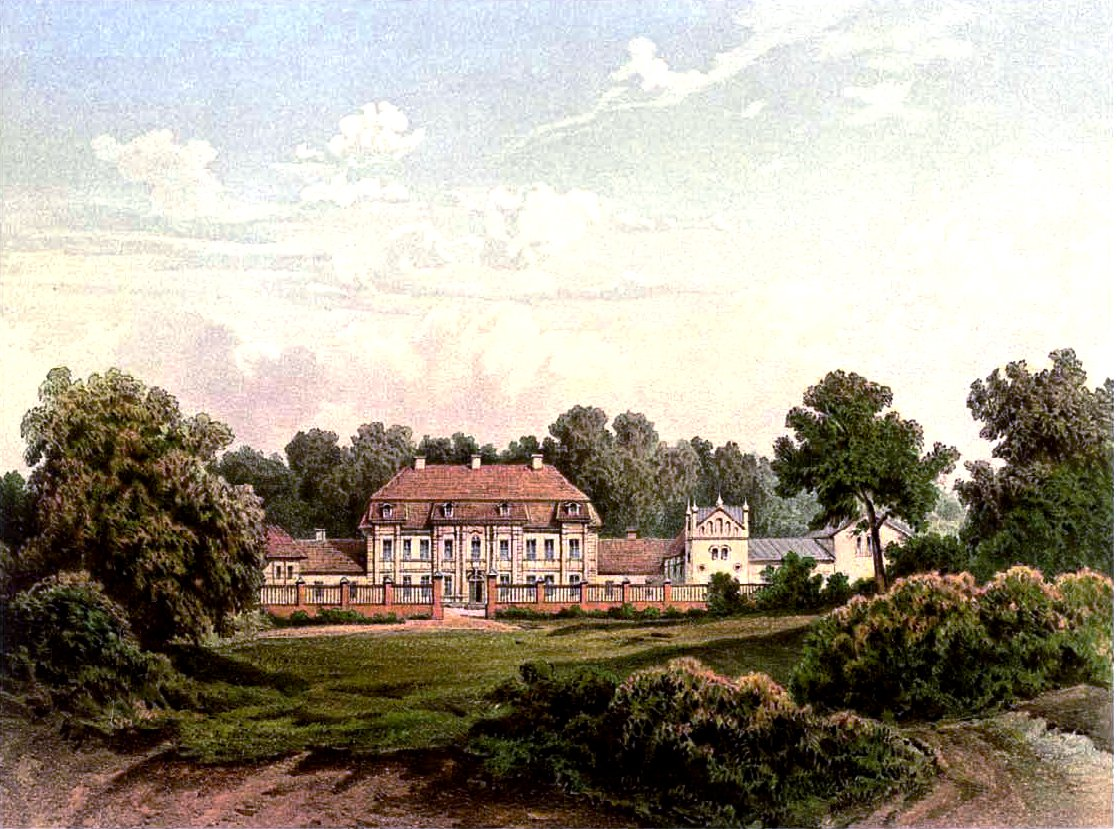
Pałac wg A. Dunckera
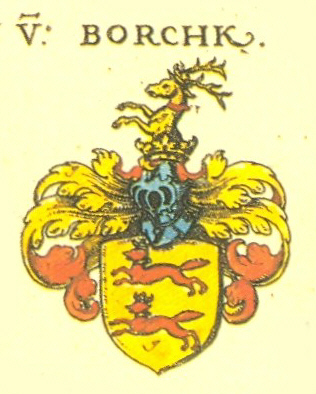
Herb von Borck
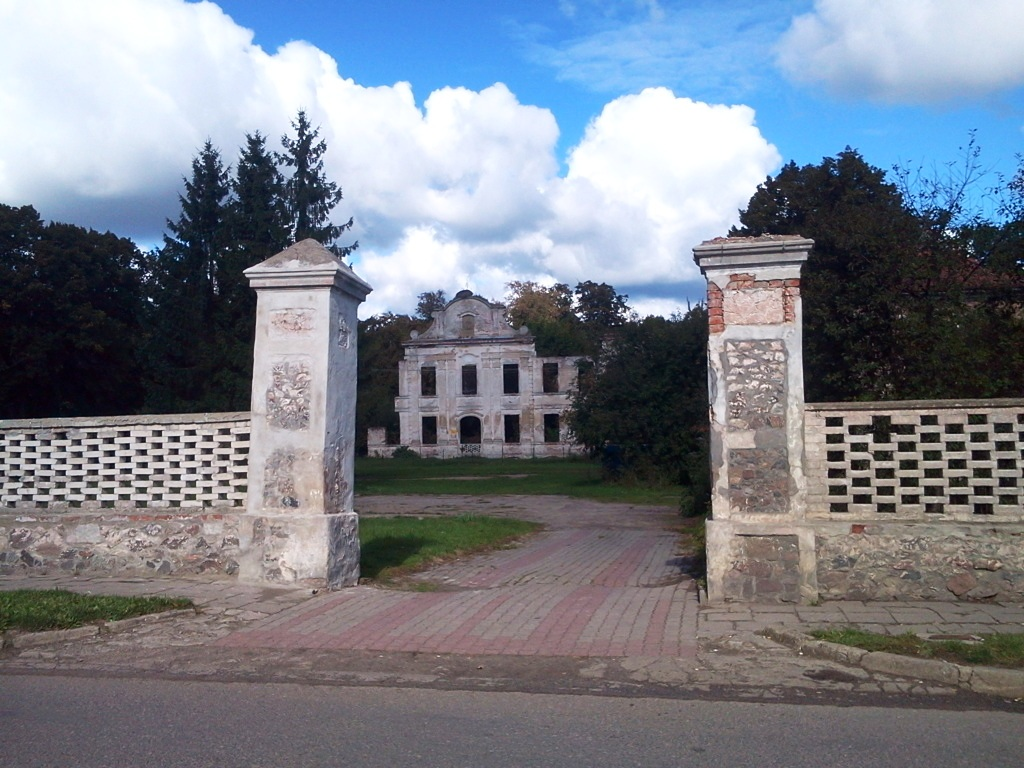